# Wilsum
Wilsum ist eine Gemeinde im Landkreis Grafschaft Bentheim in Niedersachsen in der Nähe zur niederländischen Grenze und gehört zur Samtgemeinde Uelsen.

## Geographie
Nördlich von Wilsum liegen die Gemeinden Emlichheim und Laar, nordwestlich befindet sich die niederländische Gemeinde Hardenberg. Die Gemeinden Hoogstede und Gölenkamp grenzen im Nordosten und Osten an Wilsum. Im Südosten liegt die Gemeinde Uelsen, wo auch der Sitz der Samtgemeinde ist; südwestlich von Wilsum liegt die Gemeinde Itterbeck, im Westen die Gemeinde Wielen.
Mit einer Fläche von 47,13 km² ist Wilsum die größte Gemeinde in der Samtgemeinde Uelsen. Höchste Erhebung in Wilsum sind die Wilsumer Berge mit einer Höhe von 80 m ü. NN. Diese sind die Ausläufer einer eiszeitlichen Endmoränenstaffel aus dem frühen Vergletscherungsgeschehen der Saaleeiszeit, der so genannten Drenthe-I-Phase. Die Landschaft ist ansonsten überwiegend eine alte Grundmoränenlandschaft mit Talsandniederungen, Moor- und Heidegebieten.
Das Niedermoor Wilsumer Moor mit einer Fläche von 48 ha ist eines der Grafschafter Landschaftsschutzgebiete.

## Geschichte

### Namensgebung
In der frühen urkundlichen Erwähnung hieß Wilsum noch Wilshem. Nach Ausführungen von Namenforscher Jürgen Udolph ist die erste Silbe „Wils“ dabei vermutlich als der Genitiv Singular zu dem niederländischstämmigen Personennamen „Wil“ oder „Wilse“, die zweite Silbe „hem“ steht für den Namensbestandteil „heim“ für Siedlung, wodurch der Ortsname vermutlich für Wils/Wilis Siedlung steht.

### Frühzeit bis 20. Jahrhundert
Wilsum wurde 851 erstmals in der Legende De miraculis sancti Alexandri urkundlich erwähnt. Damals gehörte es noch zu dem Gau Twente. Die frühe Besiedelung der heutigen Gemeinde zeigen auch die zahlreichen Hügelgräber in Wilsum, die seit dem 18. Jahrhundert wissenschaftlich erkundet worden sind.
Seit dem späteren Mittelalter gehört Wilsum zur Grafschaft Bentheim. Im Niederländischen Unabhängigkeitskrieg wurde der Ort in den Jahren von 1580 bis 1605 stark heimgesucht; viele Bewohner flohen in die Niederlande.
1725 erfolgte der Bau der ev.-ref. Kirche. In der Franzosenzeit erfolgte unter Pastor Wessel Friedrich Visch eine größere kirchliche Eigenständigkeit von der Muttergemeinde Uelsen, doch erst 1861 wurde Wilsum vollständig vom großen Kirchspiel Uelsen abgetrennt. 1874 wurde der noch heute bestehende Friedhof in der Nähe zur reformierten Kirche angelegt.
Wilsum verfügt seit dem 18. Jahrhundert über eine eigene Schule; wann genau diese gegründet wurde, ist aber nicht überliefert. Für das Jahr 1802 ist jedenfalls belegt, dass Wilsum einen neuen Lehrer erhielt.
Im 19. Jahrhundert war die Bauerschaft  Wilsum verwaltungsorganisatorisch Teil des Kirchspiels Uelsen, das wiederum Teil des Amtes Neuenhaus war.
1964 wurden die neue Grundschule und das Dorfgemeinschaftshaus in der Ortsmitte eingeweiht.

### 21. Jahrhundert
2001 fand die 1150-Jahr-Feier Wilsums statt.
2002 wurde Wilsum Sieger auf Kreisebene beim Wettbewerb Unser Dorf hat Zukunft. 2003 gelang es Wilsum ferner, sich unter den acht schönsten Dörfern im Regierungsbezirk Weser-Ems zu platzieren und sich so für den Landesentscheid zu qualifizieren. Beim Landesentscheid 2004 konnte sich Wilsum allerdings nicht durchsetzen, wurde aber für die Bemühungen, insbesondere um den Erhalt der Schoneveld‘schen Wassermühle, mit einer Sonderauszeichnung prämiert.

### Religionen

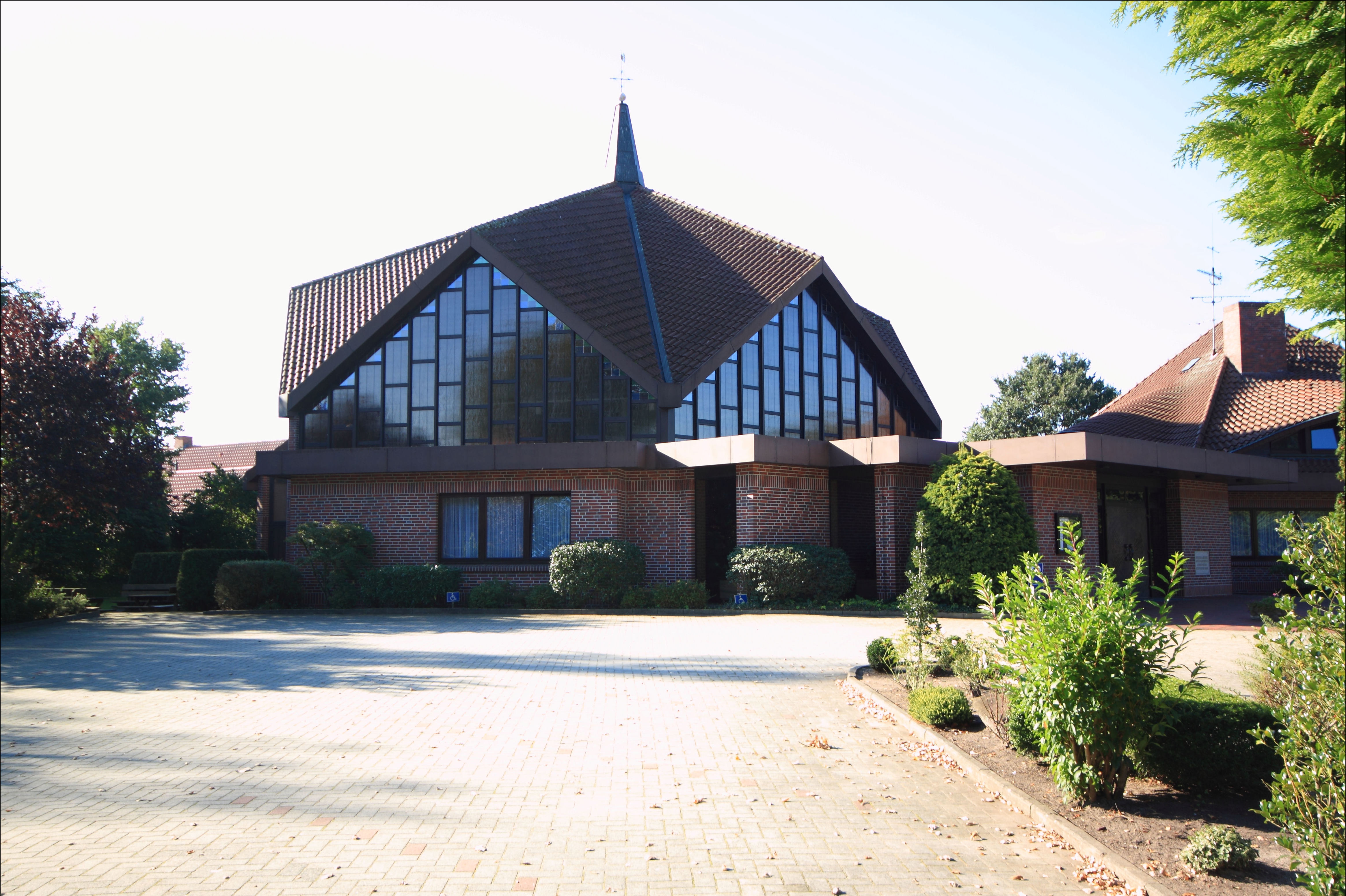
Evangelisch-altreformierte Kirche

- Evangelisch-reformierte Kirchengemeinde
- Evangelisch-altreformierte Kirchengemeinde

### Einwohnerentwicklung
Die Einwohnerzahl Wilsums ist seit 1987 um rund 10 % gestiegen. Das Wachstum ab Mitte der 1990er Jahre ist dabei insbesondere auf die Ausweisung neuer Baugebiete zurückzuführen. Seit 2001 wurden in den neuen Wilsumer Wohngebieten rund 85 Bauplätze erschlossen.
15 % der Einwohner Wilsums sind Niederländer.
| 1885 | 1925 | 1933 | 1939 | 1987 | 1990 | 1993 | 1996 | 1999 | 2002 | 2005 | 2008 | 2011 |
| ---- | ---- | ---- | ---- | ---- | ---- | ---- | ---- | ---- | ---- | ---- | ---- | ---- |
| 706  | 1190 | 1206 | 1211 | 1499 | 1508 | 1503 | 1490 | 1552 | 1596 | 1636 | 1654 | 1622 |

## Politik

### Gemeinderat
Dem Wilsumer Gemeinderat gehören vier Ratsfrauen und sieben Ratsherren an, die zuletzt bei den Niedersächsischen Kommunalwahlen 2021 gewählt wurden. Diese haben eine gemeinsame Wahlliste gebildet.

### Bürgermeister
Seit November 2022 ist Holger Schoneveld (CDU) Bürgermeister Wilsums.
| Name                    | Von  | Bis   |
| ----------------------- | ---- | ----- |
| Hermann Maatmann (CDU)  | 1961 | 1986  |
| Ludwig Tyman (CDU)      | 1986 | 2006  |
| Heinrich Mardink (CDU)  | 2006 | 2022  |
| Holger Schoneveld (CDU) | 2022 | heute |

### Wappen
Das Wilsumer Wappen wurde im Januar 1998 offiziell vorgestellt. Es wurde vom Münsteraner Heraldiker Ulf-Dietrich Korn entwickelt.
Blasonierung: „Das Wappen der Gemeinde Wilsum ist von Rot über Grün durch einen silbernen, oben gewellten, Balken geteilt. Oben ist ein silberner Ring mit einer pfahlweise durchgehenden Speiche, begleitet von je zwei pfahlweise gestellten silbernen Kugeln; unten ist ein silberner Bienenkorb.“
Das Rot des oberen Feldes entstammt dem Wappen des Landkreises Grafschaft Bentheim. Das einspeichige Rad ist dem Wappen der Herren von Schoneveld (s. Wassermühle) entnommen. Die vier silbernen Kugeln stehen für die vier ehemaligen Rotts. Der oben gewellte silberne Balken steht für die eiszeitlichen Sandaufschüttungen (s. Wilsumer Berge) sowie die fünf Wilsumer Bäche. Das Grün des unteren Feldes steht für die Landschaft und Landwirtschaft, die Wilsum auch heute noch prägen. Der Bienenkorb soll darüber hinaus die karge Heidelandschaft mit Bienenhaltung andeuten.

## Kultur, Vereinsleben und Sehenswürdigkeiten

### Bauwerke
- Schonevelds Mühle, eine Wassermühle, die vermutlich im 13. Jahrhundert entstanden ist, nebst Müllerhaus und verschiedenen Nebengebäuden und Mühlenteich
- ev.-ref. Kirche aus dem Jahre 1725
- ev.-altref. Kirche aus dem Jahre 1986
- Dorfplatz

### Theater
Aus dem Männergesangverein Immergrün hervorgegangen ist eine Laientheatergruppe namens Spielschar, die seit 1954 regelmäßig im Frühjahr plattdeutsche Theaterstücke im Rahmen des Wilsumer Dorfabends präsentiert. Mittlerweile ist die Spielschar ein eigenständiger eingetragener Verein zur Brauchtumspflege.

### Musik
Neben Kirchenchören und Musikgruppen der beiden Kirchengemeinden existiert in Wilsum zudem als größter Musikverein der Männergesangverein Immergrün e. V., der 1879 gegründet wurde.

### Sport
Größter Sportverein in Wilsum ist der ASC Grün-Weiß 49 e. V., der neben diversen Mannschafts-Ballsportarten (Fußball, Handball, Völkerball, Tischtennis) auch noch Tennis, Wandern, Gymnastikprogramme und Schießen anbietet. Der ASC verfügt in Wilsum über ein Trainings- und Spielgelände mit Flutlichtanlage und Mannschaftsräumen, das insbesondere auch von den Jugendmannschaften genutzt wird.
Daneben besteht noch der Fußballverein Rasenkitzler Wilsum e. V., ebenfalls mit eigenem Trainingsgelände mit Flutlichtanlage und Mannschaftsräumen. Zudem verfügt der Verein über eine Bouleanlage.
In Nähe der Grundschule befindet sich die große Sport- und Turnhalle, die 1994 eingeweiht wurde und ebenfalls von den Sportvereinen wie auch der Grundschule genutzt wird.
Im Mai 2009 wurde der neue Wilsumer Wanderweg eingeweiht, der die zahlreichen Radwanderwege ergänzt.

### Heimatverein
Der Heimatverein Wilsum e. V. wurde 1993 gegründet und zählt heute rund 300 Mitglieder. Schwerpunkt der Vereinsarbeit ist die Instandhaltung der Schoneveld’schen Wassermühle und ihren Nebengebäuden wie z. B. dem Müllerhaus, der Dreschscheune oder dem Backhaus. An Pfingsten (Deutscher Mühlentag) und an weiteren bestimmten Terminen nehmen diese Gebäude ihre frühere Tätigkeit wieder auf; die Mahlsaison startet in der Regel im April und endet im September eines Jahres. Die Wassermühle ist rund 700 Jahre alt, wurde 1940 stillgelegt und 1996 von den Mitgliedern des Heimatvereins restauriert. Seitdem kann hier auch wieder Korn gemahlen werden. Die Mahlsteine werden oberläufig von dem Wasser des Mühlenteichs durch das Mühlenrad angetrieben. Eine alte Waschmaschine sowie ein Butterfass werden ebenfalls vom Mühlenrad in Bewegung gesetzt. In der Mühle befindet sich zusätzlich noch ein alter Stall.
Nach mehrjährigen Vorlauf- und Planungsarbeiten wurde 2011 das Gelände um den Mühlenteich u. a. durch den Bau eines historischen Schafstalls erweitert. 2020 begannen Arbeiten zur Sicherung der Böschungen des Mühlenteichs, u. a. gefördert aus Mitteln der Bingo!-Umwelt-Stiftung.
Ebenfalls besteht im Heimatverein eine Gruppe von Middewinterhornbläsern, die jeweils im Dezember eines Jahres am Mühlenteich das alte Jahr verabschieden.

### Weitere Vereine
- Ortsfeuerwehr Wilsum der Freiwilligen Feuerwehr Uelsen, gegründet 1934
- Ortsverein Wilsum des Deutschen Roten Kreuzes
- Jägerschaft Wilsum
- Landwirtschaftlicher Ortsverein Wilsum
- Treckerfreunde Wilsum, gegründet 2005
- Landfrauenverein Wilsum, gegründet 1971[30]
- Tierschutz Niedergrafschaft e. V., der das Wilsumer Tierheim betreibt
- Förderverein Grundschule Wilsum e. V.

### Regelmäßige Veranstaltungen
- Frühjahr (Februar/März): Dorfabende der Spielschar Wilsum
- Ostersonntag: Osterfeuer der Treckerfreunde Wilsum beim Gelände der Schoneveld’schen Wassermühle
- Wochenende um den 1. Mai: Wilsumer Volksfest, veranstaltet von den fünf großen Vereinen
- Pfingsten: Deutscher Mühlentag bei Schonevelds Wassermühle
- 1. Adventssamstag: Knobeln der Ortsfeuerwehr Wilsum
- Dezember: Weihnachtsverlosung der Werbegemeinschaft Wilsum
- Ende Dezember: Austragung des Peters-Cups, regionales Hallenfußballturnier

## Wirtschaft und Infrastruktur
Wichtiges Standbein ist auch heute noch die Landwirtschaft in zahlreichen Sparten, vorwiegend in den Bereichen Milcherzeugung, Schweine- und Geflügelhaltung sowie Ackerbau, insbesondere Kartoffel-, Getreide- und Energiemaisanbau. Im Jahr 2011 produzierten die Wilsumer Milchviehhalter rund 6,7 Millionen Liter Milch. Daneben bestehen zahlreiche kleine und mittelständische Unternehmen im verarbeitenden Gewerbe und Handwerk sowie auch im Dienstleistungs- und Handelsbereich, insbesondere angesiedelt in den neueren Gewerbegebieten in Nähe der Bundesstraße 403.
Im Wachstum befindet sich der Tourismus-Sektor; größter Anbieter vor Ort ist der Campingplatz und Ferienresort „Wilsumer Berge“ auf einer Fläche von 70 ha und mit rund 1300 Stellplätzen. Der im Ferienresort gelegene Badesee Wilsum ist ein anerkanntes EU-Badegewässer. 2013 wurde er mit der höchsten Qualitätsstufe „ausgezeichnet“ eingestuft. Daneben existieren aber auch weitere touristische Angebote, insbesondere im Bereich „Ferien auf dem Bauernhof“, Bed and Breakfast, Gruppenunterkünfte und Ferienwohnungen sowie zahlreiche Wander- und Radwanderwege wie auch gastronomische Angebote.
Größter Arbeitgeber vor Ort ist das Textilunternehmen WKS Textilveredlungs GmbH mit rund 230 Mitarbeitern am Standort Wilsum, das als „Kunststopferei Helmut Kronemeyer“ 1962 gegründet wurde. Seit 2018 gehört WKS zur Osnabrücker Meyer-&-Meyer-Gruppe, die zuvor bereits Anteile an WKS besessen haben. Auf den Dachflächen von WKS befindet sich seit 2009 zudem eine der größten Photovoltaikanlagen in der Region mit einer installierten Kapazität von rund 854,40 kWp.
Rund 30 Wilsumer Unternehmen und Gewerbetreibende haben sich in der „Unternehmergemeinschaft Wilsum e. V.“ zusammengeschlossen. Diese veröffentlicht dreimal im Jahr das Lokalmagazin Wir in Wilsum.
Wilsum verfügte über die niedrigste Schuldnerquote in der Region Grafschaft Bentheim (2009: 3,77 %).
Bis 1999 bestand die örtliche Volksbank Wilsum eG, die heute nach mehreren Fusionen Teil der Volksbank Niedergrafschaft eG ist und eine Filiale in Wilsum betreibt.

### Verkehr
Wilsum liegt an der Bundesstraße 403, in deren Nähe sich mehrere Gewerbegebiete befinden, und an der Kreisstraße 14.
Mehrere Haltestellen in Wilsum werden von der Regionalbuslinie 10 der Verkehrsgemeinschaft Grafschaft Bentheim bedient, die sowohl an Werktagen als auch an Sonn- und Feiertagen im Stundentakt Emlichheim und über Itterbeck und Uelsen Neuenhaus anfährt, wo Anschlüsse an die Bahnlinie RB 56 in Richtung Nordhorn und Bad Bentheim sowie an die Regionalbuslinie 30 in Richtung Nordhorn bestehen. Von Frühjahr bis Herbst führen zu bestimmten Zeiten Busse auf der Linie 10 Fahrradanhänger mit („Fietsenbus“).
Die Fahrradwege in der Dorfstraße wurden 2024/25 ausgebaut und neue Übergänge sowie Verkehrsberuhigungen geschaffen.

### Öffentliche Einrichtungen
- Gemeindeverwaltung
- Dorfgemeinschaftshaus
- Dorfplatz
- Sporthalle
- Bauhof

#### Ortsfeuerwehr Wilsum
Die Ortsfeuerwehr Wilsum der Freiwilligen Feuerwehr Uelsen ist eine Stützpunktfeuerwehr und stellt den Brandschutz und die technische Hilfeleistung in der Gemeinde sicher. Zum Löschbezirk mit der Größe von 7.200 ha gehören auch die Gemeinde Wielen sowie der Ortsteil Ratzel der Gemeinde Itterbeck. Die Ortsfeuerwehr verfügt über vier Feuerwehrfahrzeuge und derzeit 48 aktive Kameraden. Im März 2019 wurde das neue Feuerwehrhaus in der Ortsmitte unweit des alten Standorts mit einem Investitionsvolumen von 1,3 Mio. € bezogen.

#### Mülldeponie des Landkreises Grafschaft Bentheim
Der Abfallwirtschaftsbetrieb des Landkreises Grafschaft Bentheim betreibt in Wilsum das Entsorgungszentrum Wilsum mit der Grafschafter Zentraldeponie, die 1985 in Betrieb genommen wurde (Zentraldeponie Wilsum II). Seit 2001 wird am Standort eine mechanisch-biologische Abfallbehandlungsanlage betrieben. Neben der Zentraldeponie fungiert das Entsorgungszentrum auch als Gartenabfallsammelplatz und Sondermüllannahmestelle.

### Bildung
- Ev.-ref. Kindertagesstätte Kökengoarn, mit Krippe und Kindergarten
- Grundschule Wilsum: Seit 2010 verlässliche Ganztagsschule mit Mensa[44]

## Persönlichkeiten

### Söhne und Töchter der Gemeinde
- Geert Damink (1844–1915), Landwirt, reformierter Laienaktivist, Mitglied des Preußischen Abgeordnetenhauses[45]
- Berend Klasink (1874–1953), Landwirt, Bauernfunktionär, Provinziallandtagsabgeordneter („Zar von Wilsum“)[46][47]
- Matthis Harsman (* 1999), Fußballspieler

### Persönlichkeiten, die vor Ort gelebt und gewirkt haben
- Wessel Friedrich Visch (1773–1860), reformierter Prediger, Lyriker, Historiker, war Pastor in Wilsum
- Karl Sauvagerd (1906–1992), Schneider und Grafschafter Heimatdichter
- Hermann Maatmann (1925–2011), war u. a. Bürgermeister, Landrat des Landkreises Grafschaft Bentheim und Mitglied des Niedersächsischen Landtags, diverse Ehrungen und Auszeichnungen
- Lukas Beckmann (* 1950), Bundestags-Fraktionsgeschäftsführer von Bündnis 90/Die Grünen, in Wilsum aufgewachsen
- Friedhilde Trüün (* 1961), deutsche Kinderstimmpädagogin und Kirchenmusikerin, war Organistin und Chorleiterin in Wilsum
- Malte Schiller (* 1982), deutscher Jazzmusiker, in Wilsum aufgewachsen
- Matthis Harsman (* 1999), deutscher Fußballspieler, in Wilsum aufgewachsen

## Trivia
Am 21. Mai 2011 hat Wilsum unter dem Motto „Der Fluch von Wilsum“ an der „Bürgermeisterschaft 2011“ des Radiosenders Hit-Radio Antenne erfolgreich teilgenommen und so 3.000 € für die Gemeinde erspielt. Im Oktober 2012 wurde die in fünfjähriger Arbeit von der „Geschichtswerkstatt Wilsum“ erstellte Chronik „Wilsum 851–2012: Die Geschichte eines Dorfes“ der Öffentlichkeit präsentiert.
Am 4. Februar 2020 demonstrierten in Wilsum rund 1500 Landwirte mit 1000 Traktoren (Aktion „Land schafft Verbindung“) anlässlich einer Rede während einer landwirtschaftlichen Fachveranstaltung der Bundeslandwirtschaftsministerin Julia Klöckner gegen die beabsichtigten regulatorischen Veränderungen in der Landwirtschaft.